# Alysiinae
De Alysiinae zijn een onderfamilie van vliesvleugeligen uit de familie schildwespen (Braconidae).

## Geslachten
Deze lijst is mogelijk niet compleet.
- Aphaereta (Foerster, 1863)
- Aspilota (Foerster, 1862)
- Chorebus (Haliday, 1833)
- Leptotrema (van Achterberg, 1988)
- Phaenocarpa (Foerster, 1862)